# Dey Young
Dey Young (* 28. Juli 1955 in Bloomfield Hills, Michigan) ist eine US-amerikanische Filmschauspielerin.

## Leben
Young machte ihren Schulabschluss an der Kingswood School (der heutigen Cranbrook Kingswood School) in Bloomfield Hills. Später studierte sie am Beverly-Hills-Schauspielhaus, ehe sie 1979 begann, als Schauspielerin zu arbeiten. Von 1982 bis zur Scheidung 2012 war sie mit dem Filmproduzenten David Ladd, einem Sohn des Schauspielers Alan Ladd, verheiratet. Sie haben ein gemeinsames Kind.
Youngs Geschwister sind Leigh Taylor-Young, die ebenfalls Schauspielerin ist, und der Drehbuchautor und Regisseur Lance Young. Sie ist die Tante der Schauspieler Patrick O’Neal (dem Sohn von Ryan O’Neal) und Rebecca De Mornay.

## Filmografie
Fernsehserien
- 1982: Hart aber herzlich (Hart to Hart, Folge 3x03: Feuriges Wochenende)
- 1983: T. J. Hooker (eine Folge)
- 1992: Raumschiff Enterprise: Das nächste Jahrhundert (Star Trek: The Next Generation, eine Folge)
- 1994: Akte X – Die unheimlichen Fälle des FBI (The X-Files, eine Folge)
- 1996: Picket Fences – Tatort Gartenzaun (Picket Fences, eine Folge)
- 1996: Mord ist ihr Hobby (Murder, She Wrote, eine Folge)
- 1996: Baywatch Nights (eine Folge)
- 1996–1999: Melrose Place (14 Folgen)
- 1997: Star Trek: Deep Space Nine (eine Folge)
- 1997: Pacific Blue – Die Strandpolizei (Pacific Blue, eine Folge)
- 1997: Diagnose: Mord (Diagnosis Murder, zwei Folgen)
- 1997: Outer Limits – Die unbekannte Dimension (The Outer Limits, eine Folge)
- 2000–2001: Popular (vier Folgen)
- 2002: Star Trek: Enterprise (Enterprise, eine Folge)
- 2004: Crossing Jordan – Pathologin mit Profil (Crossing Jordan, eine Folge)
- 2004: Boston Legal (eine Folge)
- 2005: JAG – Im Auftrag der Ehre (JAG, zwei Folgen)
- 2009: The Mentalist (Folge 2x09)

Spielfilme
- 1979: Rock ’n’ Roll Highschool (Rock ’n’ Roll High School)
- 1984: Knast Total – Hier sitzen sie richtig (Doin’ Time)
- 1987: Mel Brooks’ Spaceballs (Spaceballs)
- 1987: Zärtliche Chaoten
- 1987: Running Man (The Running Man)
- 1988: Starke Zeiten
- 1988: Die Schlange im Regenbogen (The Serpent and the Rainbow)
- 1990: Fire Syndrome (Spontaneous Combustion)
- 1990: Pretty Woman
- 1991: Frankie & Johnny (Frankie and Johnny)
- 1991: Mord 101 (Murder 101, Fernsehfilm)
- 1993: Cold Heart – Der beste Bulle von L.A. (No Place to Hide)
- 1994: Glory Days (Shake, Rattle and Rock!)
- 1997: Die Verschwörung im Schatten (Shadow Conspiracy)
- 1997: Absturz in der Wildnis (True Heart)
- 1999: Mod Squad – Cops auf Zeit (The Mod Squad)
- 2008: Inside Hollywood (What Just Happened?)